# Сафронов, Павел Владимирович
Сафронов Павел Владимирович (1915 — ?) — советский работник сельского хозяйства, механизатор, бригадир тракторной бригады овцесовхоза «Хакасский» Хакасской автономной области Красноярского края. Герой Социалистического Труда.
Родился в 1915 году в селе Качулька Каратузского района Красноярского края в крестьянской семье. Получил начальное образование в местной сельской школе.
С 1930 года начал работать в колхозе. Позже — рыбаком в промысловой артели в Курагинском районе на озере Тиберкуль.
С 1934 года — молотобоец в совхозе «Советская Хакасия». Учился в школе трактористов Минусинска.
С 1937 года — механизатор в совхозе «Советская Хакасия».
В первый же день Великой Отечественной войны 22 июня 1941 года был призван Усть-Абаканским РВК в ряды Красной армии. Принимал участие в боях при обороне Москвы в составе 542-го пушечного артиллерийского полка. В качестве наводчика и заместителя командира орудия 9-й батареи 144-й армейской пушечной артиллерийской Кричевской Краснознамённой бригады 2-го Белорусского фронта участвовал в операциях по освобождению территорий Белоруссии, Польши, Восточной Пруссии. 22 сентября 1944 года ефрейтор Павел Сафронов был награждён медалью «За отвагу». 4 мая 1945 года в звании младшего сержанта за образцовое выполнение заданий командования и проявленную при этом доблесть во время штурма города-крепости Кёнигсберг награждён орденом «Красной Звезды».
После окончания Великой Отечественной войны Павел Сафронов работал механизатором в совхозе «Хакасский», где позже стал бригадиром тракторной бригады.
В 1948 году бригада под его руководством собрала урожай пшеницы 31,85 центнера с гектара на площади 153 га. 8 марта 1949 года Указом Президиума Верховного Совета СССР за получение высоких урожаев пшеницы в 1949 году Павлу Владимировичу Сафронову было присвоено звание Героя Социалистического Труда со вручением ордена Ленина и золотой медали «Серп и Молот».
Награждён орденом «Отечественной войны II степени», медалями «За трудовую доблесть» 27 марта 1948 года, «За оборону Москвы» 01 мая 1944 года.
Жил в Хакасии. Дата и место смерти неизвестны.